# أرارات يريفان
نادي أرارات يريفان لكرة القدم (بالأرمنية: Ֆուտբոլային Ակումբ Արարատ Երևան) هو نادي كرة قدم مقره في يريفان في أرمينيا تأسس في 10 مايو 1935. يلعب في الدوري الأرمني الممتاز.
منذ عام 1999، يمتلك النادي رجل الأعمال الأمريكيان الأرمنيان المقيمان بسويسرا فارتان سيرماكس وهراش كبرياليان.
منذ فبراير 2017، ياجان هيراك هو رئيس النادي

## تاريخه
في عام 1935، أسست جمعية سبارتاك الرياضية فريق كرة قدم في يريفان.تحصل هذا الأخير على أول كأس له عام 1940 و كان كأس أرمينيا لأمن الدولة. في السنوات الأربع التالية لم تتواجد كرة القدم بسبب الحرب العالمية الثانية.
في عام 1944، تم استئناف مباريات كأس الاتحاد السوفييتي، وشارك فريق سبارتاك. تم تنظيم مباراة مع منافسه الرئيسي، نادي دينامو تبليسي الحالي. إلا أن المباراة لم تتم بسبب تراجع يريفان. في عام 1947، حاز الفريق على الميدالية الفضية في الدوري الثاني لمنطقة ما وراء القوقاز بفضل نقطة واحدة فقط ضد نادي من تبليسي. في هذه البطولة، أظهر نادي سبارتاك، في مباراة ضد فريق أجنحة السوفيات، أفضل نتيجة في ذلك الوقت، وفاز عليهم بالنتيجة 7: 1.
في موسم 1948 كان سبارتاك في المجموعة الأولى (الدوري الممتاز في ذلك الوقت)، ولكن تم سحبه بعد 30 مباراة مع 15 نادي آخر و مع ذلك , واصلت جميع الأندية الستة عشر المشاركة في الدوري. أمضى سبارتاك الموسم الموالي في المجموعة الثانية، حيث حسن أدائه وفاز بالمنافسة في المنطقة الجنوبية ففاز بـ 13 مباراة من أصل 18 مباراة. ومع ذلك، و حتى مع المركز الأول في مجموعة المنطقة لم يضمن الترقية. فوفقا لقانون بطولة الاتحاد السوفياتي، ينبغي أن يكون الفائزون في المناطق في الدوري الثاني قد لعبوا ضد بعضهم البعض في المرحلة النهائية. فشارك فيها 6 فرق. و بعد 5 مباريات، تحصل سبارتاك على المركز الثالث، مما كفل للنادي مكانا في المجموعة الأولى.
في عام 1949 شاركت سبارتاك لأول مرة في الدوري السوفيتي. كان أداء الفريق ضعيفًا، فأنهى في المركز الثاني عشر. إذ خسر الفريق في الجولتين الأوليين، ولكنه سجل النصرفي الجولة الثالثة في مباراة ضد القوات الجوية (موسكو). بعد ذلك , شهد الفريق ثلاث هزائم كبرى: ثنائية 0-6 من لوكوموتيف موسكو و نادي سيسكا موسكو، ومرة واحدة 1-6 - من نادي دينامو تبليسي. ومع ذلك، على الرغم من الأداء الضعيف، بقي النادي في الدوري الأعلى للموسم التالي، بفضل انسحب الأخيران من الرابطة في المرتبة 17 و 18.
في فترة ما بين 1960-1963، 1966-1991 شارك الفريق في دوري الاتحاد السوفيتي. في عام 1973 فاز ارارات بكأس الاتحاد السوفيتي. في 1971 1976 تحصل على الميدالية الفضية في البطولة، وفي عام 1975 فاز مرة أخرى في كأس الاتحاد السوفياتي.
في المجموع شارك الفريق في 33 موسما من دوري الاتحاد السوفيتي الأولى، حيث لعب 1026 مباراة، فاز فيها 352، و انسحب من 280، وخسر 394، وسجل 1150 هدفا وتلقى 1،306.
بحلول عام 1975 شارك الفريق في اليانصيب في ثلاث كؤوس أوروبية. في آخر بطولة لاتحاد الجمهوريات الاشتراكية السوفياتية في عام 1991، أكمل الفريق في المركز السابع.

### البطولات السوفياتية
بحلول 1945-1947، أصبح فريق آرارات مهيمنا في دوري جمهورية أرمينيا الاشتراكية السوفيتية. وبحلول عام 1949 ربح ترقية إلى دوري الاتحاد السوفيتي. لعب الفريق في الدوري الأول في 1949-1950، 1960-1963، و1965-1991. في عام 1971، احتل المركز الثاني في الدوري الأول. في عام 1973، فاز بكأس الاتحاد السوفيتي في مباراة ضد دينامو كييف. و في عام 1975 أعادوا الكرة. في عام 1971 و 1976 (الدورة الربيعية) كانا في المركز الثاني في الدوري. في 1974–1975، تنافس أرارات في كأس أوروبا، ووصل إلى ربع النهائي قبل أن يخسر ضد بايرن ميونيخ بمجموع نتيجة 2-1 (0-2 في ميونيخ و1-0 في يريفان).
منذ التحاقه بالبطولات الأوروبية عام 1972، فازو النادي بـ16 من أصل 36 مباراة مع 4 تعادلات.

### التاريخ الحديث

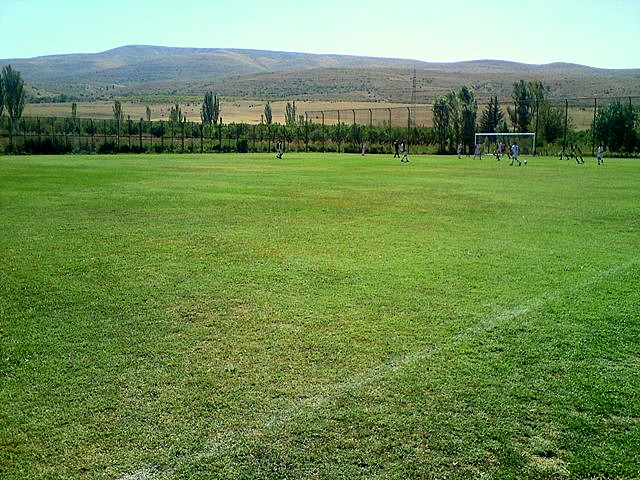
مركز تدريب الفريق

منذ تفكك الاتحاد السوفيتي عام 1991، فاز النادي بالدوري الأرمني الممتاز مرة واحدة فقط في عام 1993 وفاز بأربع جوائز فضية (1997، 1999، 2000 و 2008) وجائزة برونزية واحدة (1994).
بالإضافة إلى ذلك، فاز النادي بالكأس الأرمينية خمس مرات (1993 و 1994 و 1995 و 1997 و 2008) و بلغ الدور النهائي في 2001 و 2007، و أوشك على الحصول على اللقب الأرميني في عام 2007، ولكن الاستقالة الغير متوقعة من قبل المدرب فاروشان سوكياسيان عكر الأجواء داخل الفريق مما أنهى به في المركز الرابع. في مارس 2008، عاد المدرب السابق فاروشان سوكياسيان لتولي مسؤولية الفريق مرة أخرى. إلا أنه و بعد الفشل في الحصول على لقب بيونيك في عام 2008، غادر مرة ثانية.
يقع مقر النادي في شارع أغاتانغاغوس بيريفان. في حين يتواجد مركز التدريب بقرية دزوراغبيورمن مقاطعة كوتايك في الضواحي الشرقية من يريفان.
في أغسطس 2016، أصبح أركادي أندريسيان المدرب الرئيسي للفريق. إلا أنه في السنة التالية، تم عوض بألبرت سافاريان، بينما أصبح هو المدير الرياضي للنادي.

## وصلات خارجية
- الموقع الرسمي